# Medida cónica
Una medida cónica es un tipo de material de laboratorio que consiste en una copa cónica con una muesca en la parte superior para permitir el vertido fácil de líquidos y contiene marcas graduadas en el lateral para permitir una medición fácil y precisa de los volúmenes de líquido. 

## Material y usos
Este material de laboratorio puede ser fabricado de plástico, vidrio o vidrio de borosilicato, dependiendo del uso al que irá destinada la medida cónica. Un tipo de medidas cónicas de plástico, comúnmente conocida como tazas de medición son utilizadas por los pacientes para medir medicamentos o alimentos líquidos para administración oral. Las medidas cónicas de vidrio de borosilicato se utilizan para preparación de medicamentos y dispensación extemporánea, dentro de la profesión de farmacia.
No son tan precisas como las probetas graduadas para medida de volúmenes de líquidos, pero son muy útiles por su fácil vertido y la capacidad para mezclar soluciones dentro de la propia medida.

## Historia
Durante sus experimentos, Abu al-Rayhan Al-Biruni (973-1048) inventó la medida cónica, con el fin de encontrar la relación entre el peso de una sustancia en el aire y el peso del agua desplazada, y para medir con precisión el peso específico de las piedras preciosas y los metales correspondientes. Los resultados que obtuvo están muy cerca de las mediciones modernas.